# Langste sms
Langste sms is een lied van de Nederlandse rapper Frenna. Het werd in 2015 als single uitgebracht en stond in hetzelfde jaar als tiende track op het album New wave van het hiphopcollectief New Wave.

## Achtergrond
Langste sms is geschreven door Julien Willemsen, Francis Junior Edusei en Jean-Marc Koorndijk en geproduceerd door Jack $hirak. Het is een nummer uit het genre nederhop. In het lied rapt en zingt de artiest over hoe hij een sms stuurt naar een meisje, omdat hij haar mist. Door Big2 werd de albumversie verwerkt naar de singleversie, welke ruim een halfjaar na het origineel werd uitgebracht. De single heeft in Nederland de gouden status.

## Hitnoteringen
De artiest had succes met het lied in de hitlijsten van Nederland. Het was het eerste nummer van de rapper die de Single Top 100 bereikte. Het piekte op de 78e plaats van de Nederlandse Single Top 100 en het stond twee weken in deze hitlijst. De Nederlandse Top 40 werd niet bereikt; het kwam hier tot de 27e plaats van de Tipparade.